# Стійкість плаваючого тіла

Повернення плаваючого тіла до початкового положення після припинення дії сили, яка викликає крен

Стійкість плаваючого тіла — здатність плаваючого тіла повернутися до початкового положення після припинення дії сили, яка викликає крен. Умовою стійкої рівноваги є розміщення архімедової сили та сили ваги тіла на одній вертикалі — так званій осі плавання. За відсутності такої умови (вісь плавання не є вертикальною) виникає пара сил, що за певних умов призводить до обертання зануреного повністю тіла.

Стійкість плаваючих тіл. h_{ос} — осадка судна; h_{с} — відстань від найнижчої точки плаваючого тіла до його центру ваги; h_{D} — відстань від найнижчої точки плаваючого тіла або прийнятої площини відліку до його центру водотоннажності (у вертикальному положенні судна h_{D} = 0,5 h_{ос}).

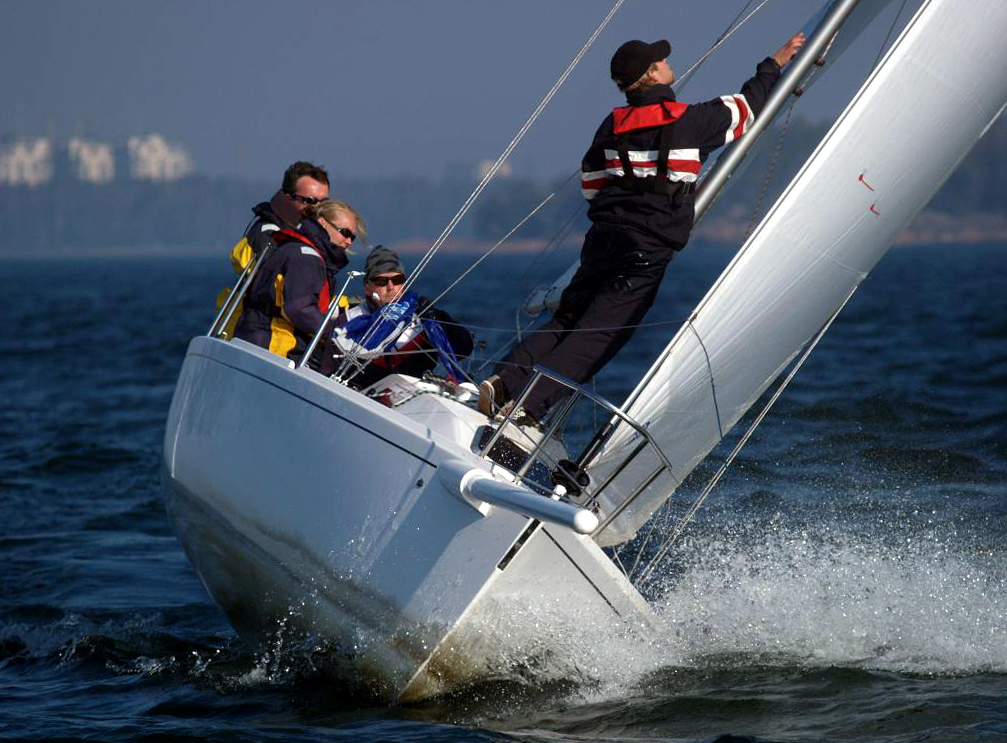
Крен човна

Порівнюючи положення нахиленого судна, які наведено на рис. 1 б та в, звертаємо увагу на таке:
– при крені судна, як це наведено на схемі б, центр ваги водотоннажності D1 переміщений праворуч від точки С, що призводить до виникнення моменту, який повертає судно до положення спокою. Метацентр М розташовано вище точки С.
– при збільшенні крену (схема в) центр водотоннажності D1 займає положення ліворуч від точки С, що призводить до виникнення моменту, який перевертає судно. Метацентр М лежить нижче точки С.
Якщо метацентр лежить нижче центру ваги, тобто метацентрична висота негативна, то судно стійкості не має.
Судно вважають стійким, якщо hм > 0, або Rм > е, та нестійким якщо hм < 0, або Rм< е.